# Comté d'Alachua
Pour la ville, voir Alachua.
Le comté d’Alachua est un comté situé dans l'État de Floride, aux États-Unis. Sa population était de 247 338 habitants en 2010, les estimations pour 2020 indiquaient 278 468 habitants. Le siège du comté est Gainesville. Sa superficie est de 2 510 km2, dont 9,79 % (246 km2) sont de l'eau.

## Comtés adjacents
- Comté de Bradford (Nord)
- Comté d'Union (Nord)
- Comté de Putnam (Est)
- Comté de Marion (Sud-Est)
- Comté de Levy (Sud-Ouest)
- Comté de Gilchrist (Ouest)
- Comté de Columbia (Nord-Ouest)

## Municipalités

### Incorporées
- Alachua
- Archer
- Gainesville
- Hawthorne
- High Springs
- La Crosse
- Micanopy
- Newberry
- Waldo

### Non incorporées
- Haile Plantation (en)
- Jonesville

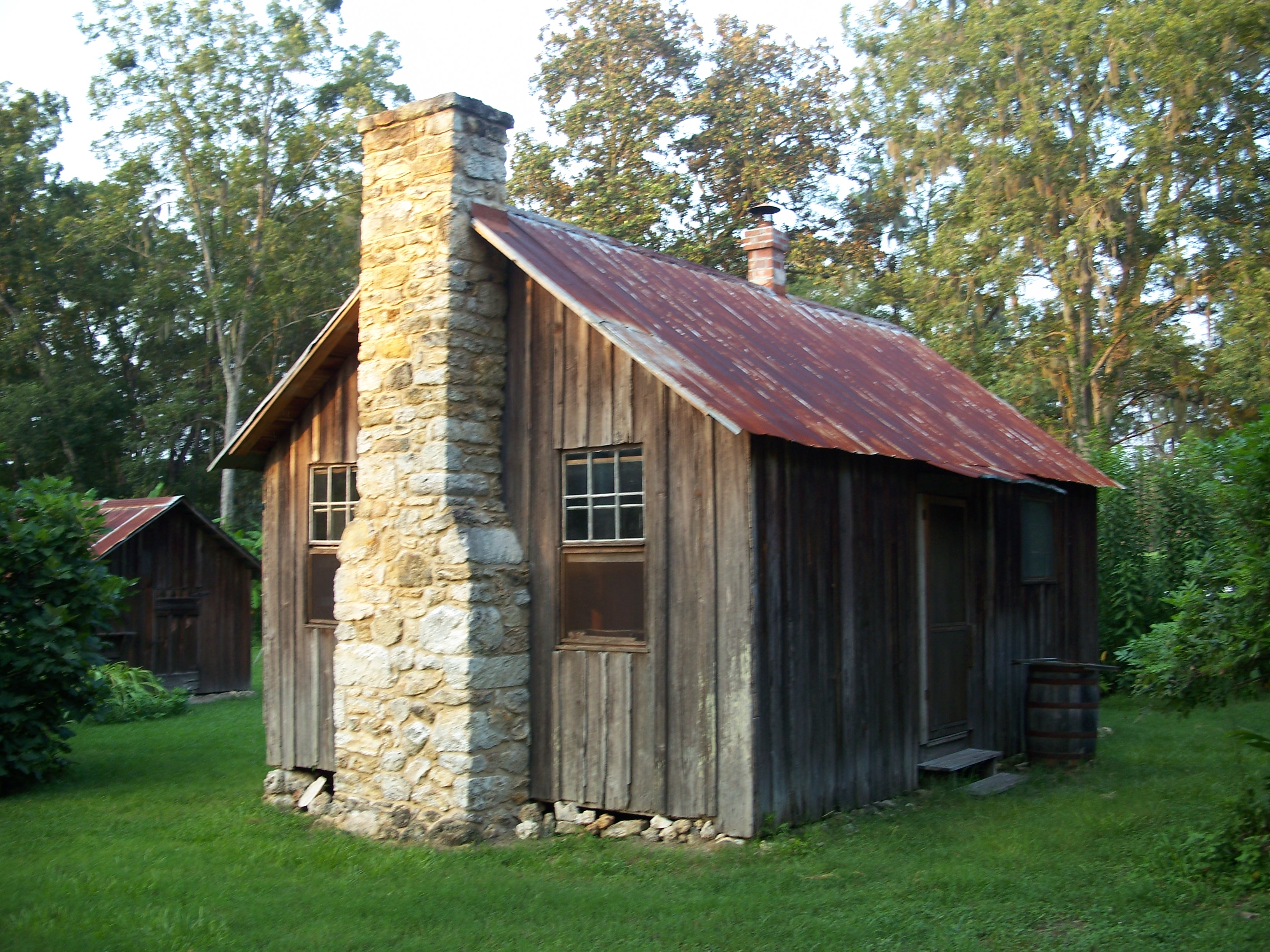
Parc historique d'État de Dudley Farm.
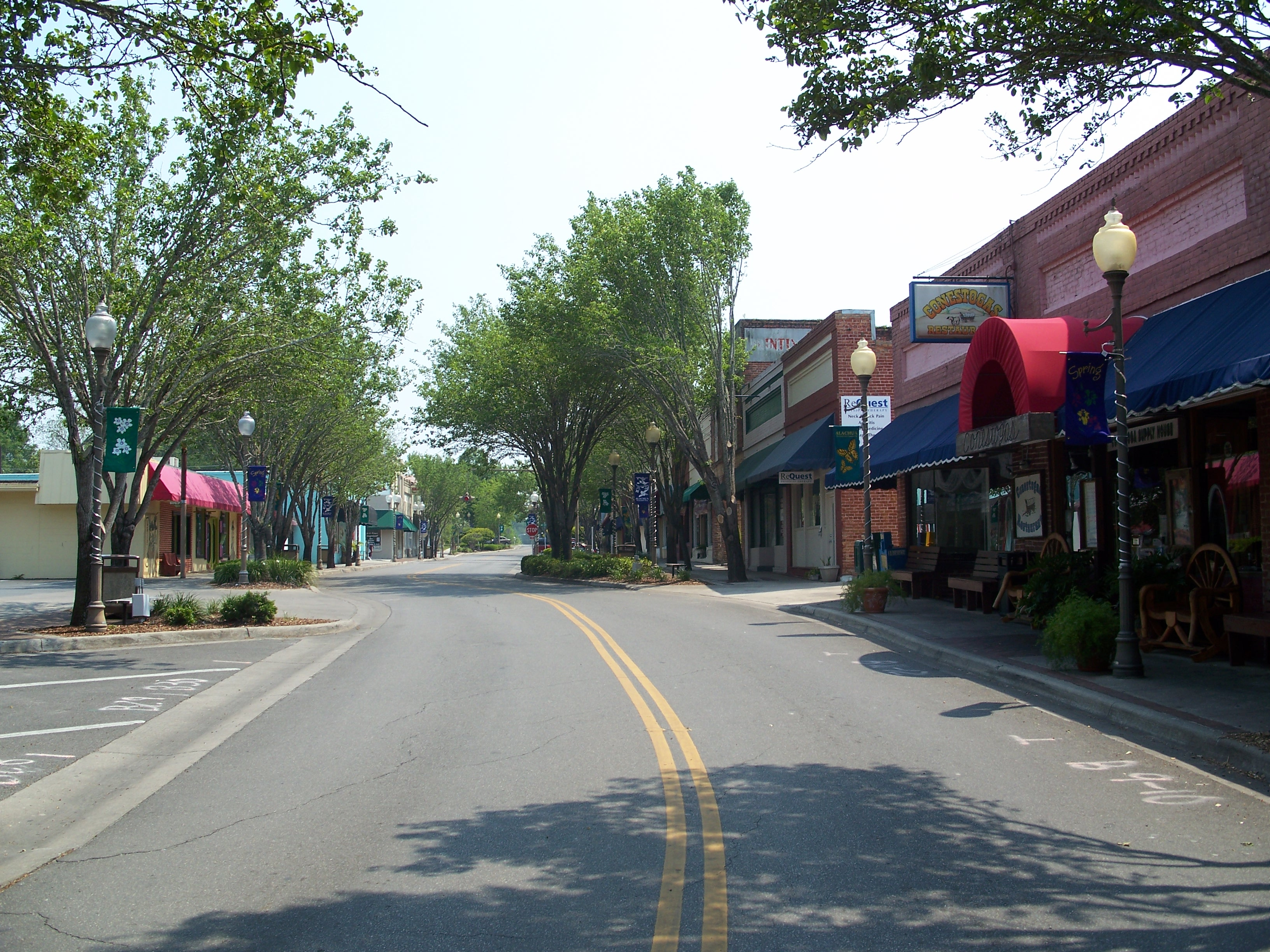
Centre-ville d’Alachua.
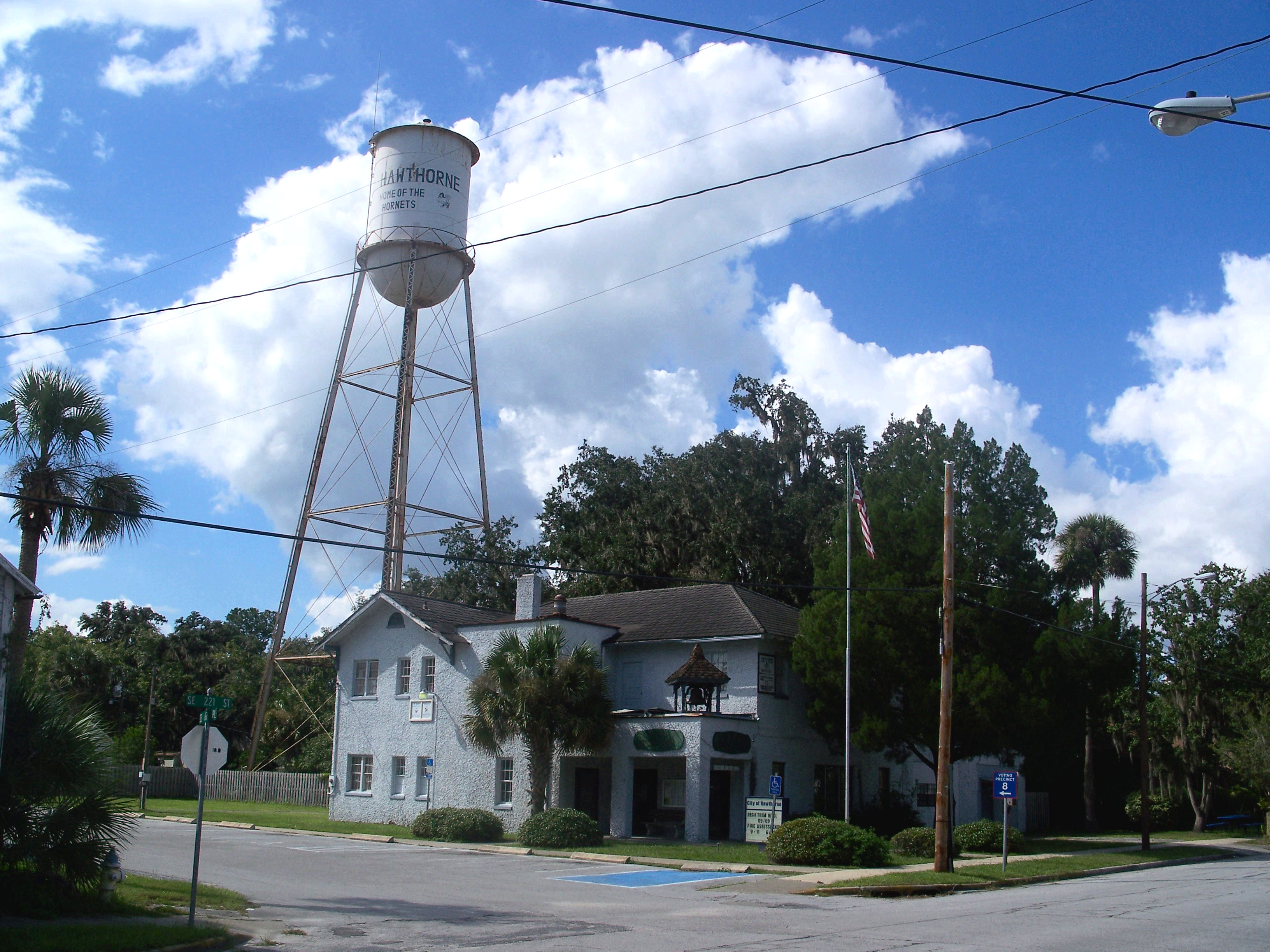
Mairie et château d'eau de Hawthorne.
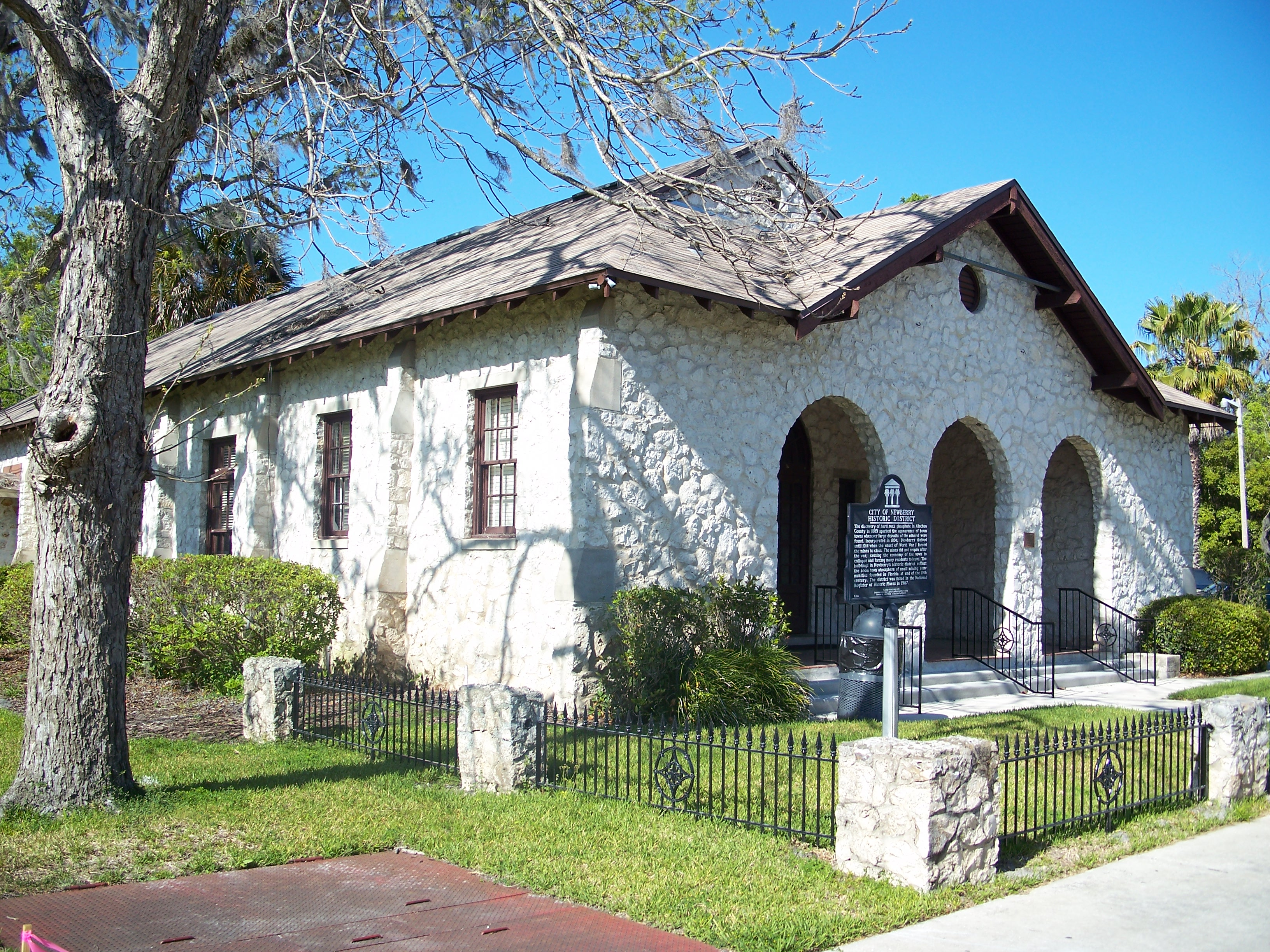
Mairie de Newberry.

## Démographie
| Groupe                           | Comté d'Alachua | Floride | États-Unis |
| -------------------------------- | --------------- | ------- | ---------- |
| Blancs                           | 69,6            | 75,0    | 72,4       |
| Afro-Américains                  | 20,3            | 16,0    | 12,6       |
| Autres                           | 1,8             | 3,7     | 6,4        |
| Asiatiques                       | 5,4             | 2,4     | 4,8        |
| Métis                            | 2,7             | 2,5     | 2,9        |
| Amérindiens                      | 0,3             | 0,4     | 0,9        |
| Total                            | 100             | 100     | 100        |
|                                  |                 |         |            |
| Hispaniques et Latino-Américains | 8,4             | 22,5    | 16,7       |

| 1830  | 1840  | 1850  | 1860  | 1870   | 1880   |
| ----- | ----- | ----- | ----- | ------ | ------ |
| 2 204 | 2 282 | 2 524 | 8 232 | 17 328 | 16 462 |

| 1890   | 1900   | 1910   | 1920   | 1930   | 1940   |
| ------ | ------ | ------ | ------ | ------ | ------ |
| 22 934 | 32 245 | 34 305 | 31 689 | 34 365 | 38 607 |

| 1950   | 1960   | 1970    | 1980    | 1990    | 2000    |
| ------ | ------ | ------- | ------- | ------- | ------- |
| 57 026 | 74 074 | 104 764 | 151 348 | 181 596 | 217 955 |

| 2010    | - | - | - | - | - |
| ------- | - | - | - | - | - |
| 247 336 | - | - | - | - | - |